# Ruska Losowa
Ruska Losowa (ukrainisch Руська Лозова; russisch Русская Лозовая Russkaja Losowaja) ist ein Dorf im Norden der ukrainischen Oblast Charkiw mit etwa 5000 Einwohnern (2004).

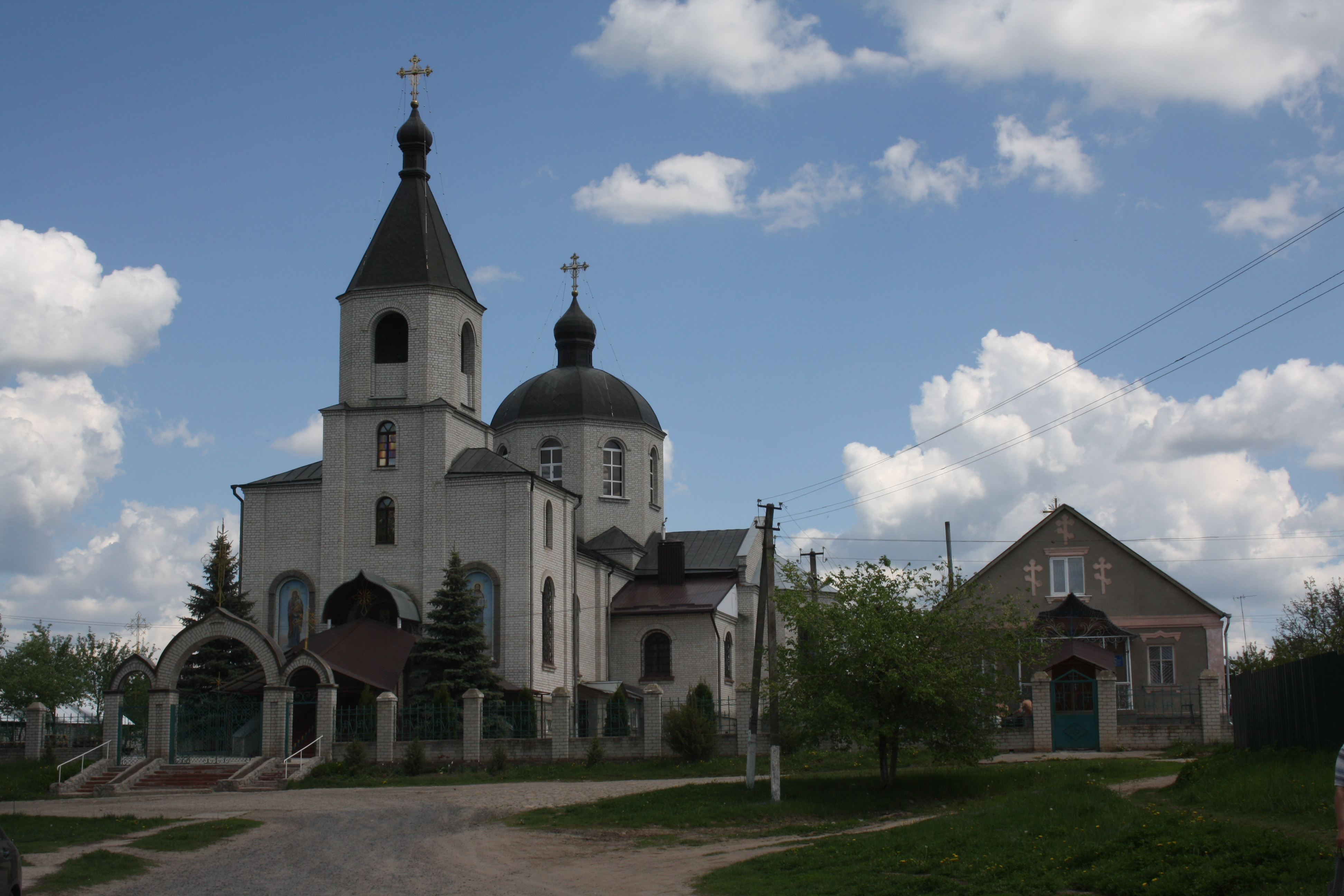
Kirche im Dorf

Die von Laubwäldern umgebene Ortschaft wurde 1647 gegründet und liegt an der Fernstraße M 20/ E 105 20 km nördlich vom Stadtzentrum Charkiws und 18 km östlich vom ehemaligen Rajonzentrum Derhatschi. Die Grenze zu Russland verläuft nördlich in etwa 20 Kilometern Entfernung.
Am 12. Juni 2020 wurde das Dorf ein Teil der neu gegründeten Stadtgemeinde Derhatschi im Rajon Derhatschi; bis dahin bildete es zusammen mit den Ansiedlungen Nowe (Нове) und Pytomnyk (Питомник) die Landratsgemeinde Ruska Losowa (Русько-Лозівська сільська рада/Rusko-Losiwska silska rada) im Osten des Rajons Derhatschi.
Am 17. Juli 2020 kam es im Zuge einer großen Rajonsreform zum Anschluss des Rajonsgebietes an den Rajon Charkiw.
Im Verlauf des Ukrainekrieges wurde der Ort im Februar 2022 durch russische Truppen besetzt und am 29. April 2022 wieder unter ukrainische Kontrolle gebracht.